# Germi
Germi (perski: گرمي) – miasto w Iranie, w ostanie Ardabil. W 2016 roku liczyło 28 967 mieszkańców.